# Личберг (Пенсилванија)
Личберг (енгл. Leechburg) град је у америчкој савезној држави Пенсилванија.

## Демографија
По попису из 2010. године број становника је 2.156, што је 230 (-9,6%) становника мање него 2000. године.
| Група             | 2000.         | 2010.         |
| Белци             | 2.311 (96,9%) | 2.070 (96,0%) |
| Афроамериканци    | 30 (1,3%)     | 29 (1,3%)     |
| Азијати           | 4 (0,2%)      | 5 (0,2%)      |
| Хиспаноамериканци | 16 (0,7%)     | 23 (1,1%)     |
| Укупно            | 2.386         | 2.156         |